# هوغو لونديفال
هوغو لونديفال (بالسويدية: Hugo Lundevall)‏ (7 ديسمبر 1892 – 16 يناير 1949) هو سبّاح سويدي راحل، مثّل بلاده في الألعاب الأولمبية الصيفية 1912.

## روابط خارجية
هوغو لونديفال على موقع أوليمبيديا (الإنجليزية)
- هوغو لونديفال على موقع اللجنة الأولمبية السويدية (السويدية)